# Daniel Fontaine
Daniel Fontaine (15 ottobre 1960) è un ex sciatore alpino francese.

## Biografia
Specialista delle prove tecniche originario di Modane, Fontaine in Coppa Europa si piazzò 2º nella classifica di slalom speciale nella stagione 1980-1981, mentre in Coppa del Mondo ottenne il primo piazzamento il 24 marzo 1981 a Borovec in slalom gigante (13º), il miglior risultato il 23 gennaio 1983 a Kitzbühel in slalom speciale (8º) e l'ultimo piazzamento il 21 marzo 1986 a Bromont nella medesima specialità (14º). Non prese parte a rassegne olimpiche né ottenne piazzamenti ai Campionati mondiali.

## Palmarès

### Coppa del Mondo
- Miglior piazzamento in classifica generale: 71º nel 1983

### Campionati francesi
- 1 oro (slalom speciale nel 1981)[senza fonte]